# فرهنگنامه نام‌آوران
فرهنگنامه نام‌آوران دانشنامه‌ای فارسی است که در سال ۱۳۸۷ منتشر و در مراسم کتاب سال جمهوری اسلامی ایران به‌عنوان کتاب برگزیده معرفی شد.